# Küçüküngüt, Çağlayancerit
Küçüküngüt là một xã thuộc huyện Çağlayancerit, tỉnh Kahramanmaraş, Thổ Nhĩ Kỳ. Dân số thời điểm năm 2010 là 856 người.